# Kirbit
Kirbit fou una regió a la frontera occidental d'Elam, a l'est de Der. Els habitants de Kirbit no acceptaven el domini assiri i confiaven en les seves muntanyes escarpades per defensar-se d'un possible atac. Bandes de pobladors caldeus o arameus de la regió van saquejar territoris fronterers especialment Emutbal, que ara pertanyia a Babilònia i fou el territori originari d'Eri-Aku ("el servidor del déu lluna", fill del príncep elamita Kudur-Mabug, títulat "el pare de la terra dels amorites", el Aroch rei d'Elasar de la Bíblia) abans que aquest va passar a governar Larsa. El rei hi va enviar un exèrcit (que no és clar que l'hagués dirigit en persona) i segons la crònica "va tenyir els rius de sang com un tenyeix les llanes"; és evident que el districte de Kirbit va ser assolat però en tot cas fou una campanya menor. Segons la "Crònica Babilònia" això fou el 667 aC, però a les inscripcions assíries s'esmenta com la cinquena campanya, ja que no segueixen un orde cronològic sinó lògic.